# 阿莫雷拉-达甘达拉
阿莫雷拉-达甘达拉是葡萄牙阿威罗区的一个堂区。总面积8.56平方公里，总人口1379人，人口密度161.1人/平方公里。